# Arthrodytes grandis
Az Arthrodytes grandis a madarak (Aves) osztályának pingvinalakúak (Sphenisciformes) rendjébe, ezen belül a pingvinfélék (Spheniscidae) családjába és a Paraptenodytinae alcsaládjába tartozó fosszilis faj.
Nemének eddig az egyetlen felfedezett faja.

## Tudnivalók
Az Arthrodytes grandis a kora miocén korszakban élt, azaz ezelőtt 20,43-15,97 millió éve. Az argentínai Patagónia partjain költött. Maradványait az argentínai Gran Bajo de San Julian nevű lelőhelyen fedezték fel.